# پتی دی آبانویلی
پتی دابانویل (به انگلیسی: Patti D'Arbanville) (زاده ۲۵ می ۱۹۵۱) بازیگر آمریکایی است.
از فیلم‌های او می‌توان به بازی در فیلم‌های روز پدر، کاملاً غریبه، مرد اضافی، شکوه صبح، اسب‌های تازه‌نفس، پسران همسایه، رویداد اصلی و نابغه واقعی اشاره کرد.